# Abenteuerspielplatz
Als Abenteuerspielplatz wird ein Spielplatz bezeichnet, der überwiegend älteren Kindern und Heranwachsenden selbst gestaltbare Erlebnisspielräume bietet. Synonym wird auch von „Bauspielplatz“, „Aktivspielplatz“ oder „Robinsonspielplatz“ (Schweiz) gesprochen.
Eine Jugendfarm ist ein Abenteuerspielplatz mit dem Schwerpunkt Tierhaltung.

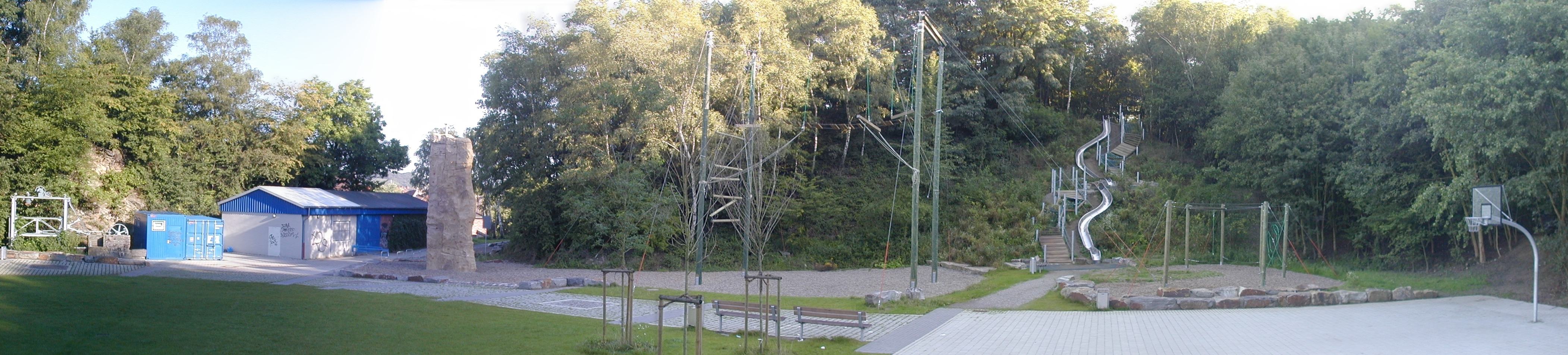
Selbst gestaltbare Erlebnisräume kennzeichnen einen Abenteuerspielplatz (Spielplatz in Witten-Annen)

## Allgemeines

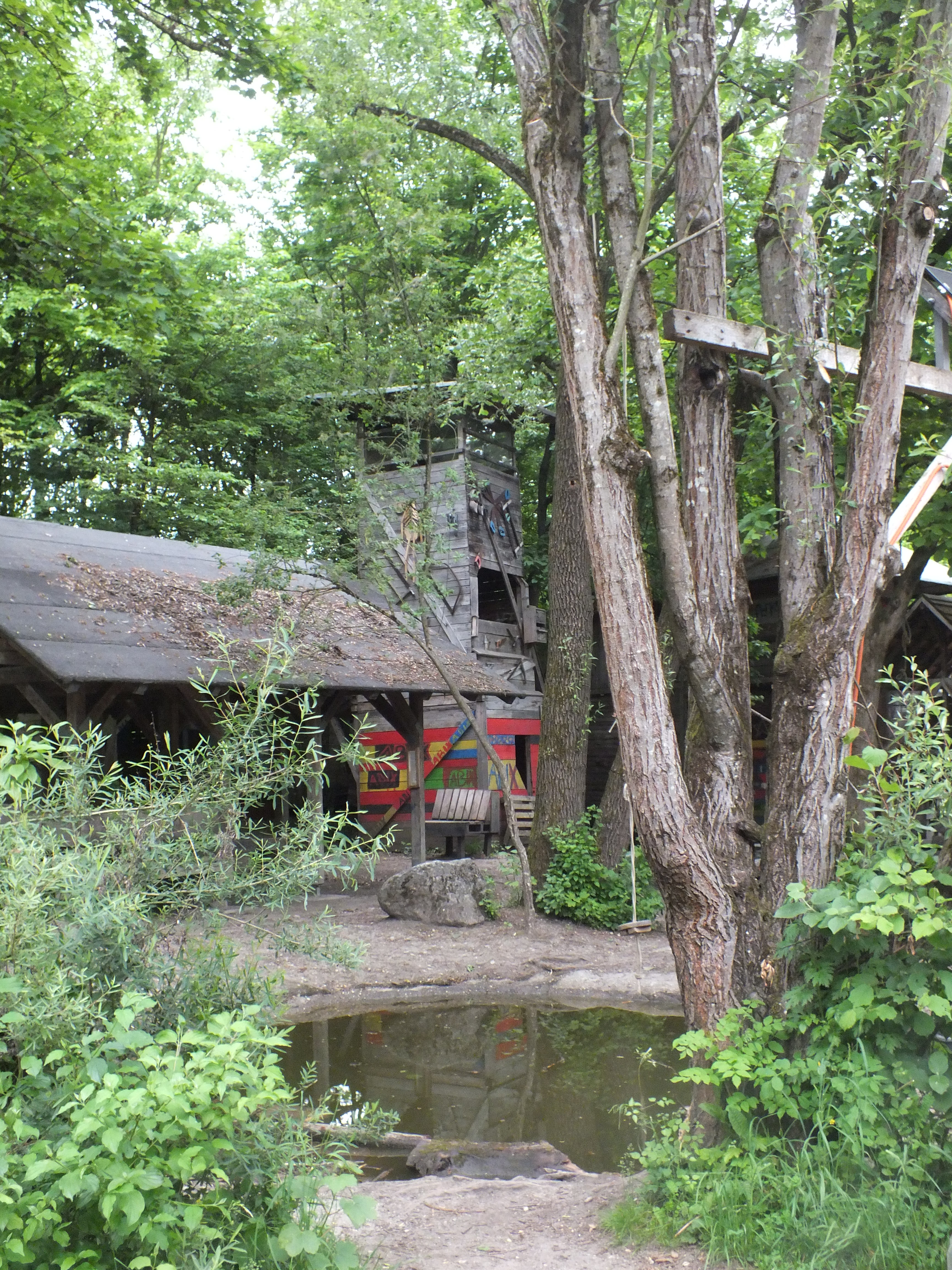
Abenteuerspielplatz Hasenbergl

Abenteuerspielplätze stehen unter der Aufsicht von gemeinnützigen Vereinen oder kommunalen Trägern. Typische Merkmale sind Hüttenbaubereiche, Feuerstellen, abwechslungsreiche Geländemodellierung und außergewöhnliche selbstgebaute Spielgeräte. Beispiele hierfür sind Grabenbrücken, extralange Rutschen, besonders hohe Klettergerüste und Holzbauten, die mit anderen Spielgeräten über Seilbrücken oder Kletterspinnen verbunden sind. Unter bestimmten günstigen Voraussetzungen sind auch Matsch-/ Wasserspielplätze aufgenommen.
Abenteuerspielplätze lassen sich als Naturräume im Freien, als Erlebnislandschaften in der Turnhalle, aber auch in Form von Dunkelräumen als „Abenteuerspielplatz der Sinne“ gestalten.
Ursprünglicher Kern des Abenteuerspielplatz-Konzepts: Kinder sollten selbst Hütten bauen, mit Werkzeug arbeiten und ihre eigenen Spielideen umsetzen können – ohne vorgefertigte Strukturen und strenge Sicherheitsregeln. Diese „Bauspielplätze“ waren oft improvisiert und boten viel Raum für Experimentieren und Eigeninitiative. Mittlerweile ist das in der klassischen Form wegen strengerer Vorschriften und Haftungsfragen fast komplett verschwunden. Stattdessen gibt es meistens angepasste Versionen, die sicherer, aber weniger spontan und kreativ sind.
Da die Plätze vorwiegend pädagogisch betreut sind, können sie Spielgeräte anbieten, die nicht den Spielgeräte-Normen entsprechen müssen oder vom TÜV geprüft sind. Die spielerische Herausforderung stärkt die Geschicklichkeit und das Eigensicherungsvermögen der Kinder und verhindert dadurch das allgemeine Unfallrisiko weitgehend. Der Eintritt ist kostenlos. Wenn Kinder regelmäßig zum Spielen kommen möchten, sollten sie angemeldet und versichert werden.

## Pädagogische Bedeutung
Naturnahe Erfahrungsbereiche, Materialien und Werkzeuge bieten starke Anreize für vielseitige und schöpferische Aktivitäten, für Spiel und Spaß, für Bewegung und soziales Lernen. Die pädagogische Zielsetzung verfolgt die individuale und soziale Entwicklung der Kinder und Jugendlichen. Dazu gehören Neugier, Mut, Geschicklichkeit, Kreativität, Selbständigkeit und Eigeninitiative, kognitive, emotionale und motorische Kompetenz, lösungsorientiertes Denken, Verantwortungsbewusstsein, Partnerschaftlichkeit und Solidarität. Die Kinder sollen selbst tätig werden und ihre Freizeit sinnvoll gestalten. Um diese Zielvorstellungen zu erreichen, ist nach Auffassung der Spielwissenschaftler Siegbert A. Warwitz und Anita Rudolf eine Rückkehr zu den Wurzeln des Spielens notwendig, zu Spiellandschaften, Spielgeräten und Spielformen, welche die Kinder ganzheitlich fordern. Die Spielenden sollten nicht zu Konsumenten kommerziellen Spielguts, sondern zu eigenständigen Gestaltern ihrer Spielwelt werden. Dies erst macht den wahren Wert des Spielens aus.
Abenteuerpädagogik realisiert sich weitestgehend mit einer Wagniserziehung. Sie bietet spannungsreiche, auch gefahrvolle Situationen und Aufgaben, die den vollen mentalen, emotionalen und physischen Einsatz fordern, aber auch mit Glückserlebnissen belohnen. Abenteuerspielplätze haben daher einen hohen Erziehungswert. Dieser trifft sich mit einer erheblichen Attraktivität für Kinder und Jugendliche, die Spannungsreize, persönliche Herausforderungen und außergewöhnliche Erlebnisse suchen.

## Geschichte

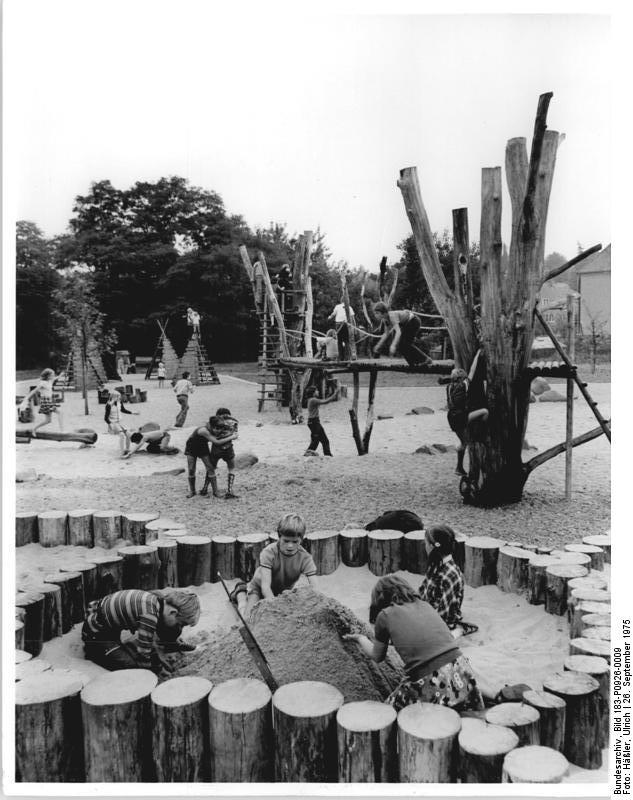
Abenteuerspielplatz in Dresden, 1975

Vorbild verschiedener Konzeptionen von Abenteuerspielplätzen in Deutschland sind die „Skrammellegeplads“, die Gerümpelspielplätze, die schon 1943 in Dänemark eröffnet wurden. Die Konzeption resultiert aus der Beobachtung des Landschaftsarchitekten C.Th. Sørensen, der Kinder beim Spielen auf Baustellen und Schrottplätzen beobachtete. Aus der Idee heraus entwickelten sich dann die „Byggelegepladser“, die Bauspielplätze. Als weiterer Vorläufer gelten die „Robinsonspielplätze“, die in der Schweiz etabliert sind, und die durch die typischen Bereiche und Inhalte wie Feuer, Wasser und Tierhaltung stark an Abenteuerspielplätze erinnern, aber auch die „adventure playgrounds“ aus England, bei denen eine kontinuierliche sozialpädagogische Betreuung stärker ausgeprägt ist.
Der erste Abenteuerspielplatz in Deutschland entstand zwar schon 1952 in Mannheim. Jedoch erst um 1970 wurde daraus eine Bewegung im Zuge der Entstehung von offener Kinder- und Jugendarbeit. In dieser Zeit der Studentenbewegung waren es Initiativgruppen von Eltern, Pädagogen und Studenten, die bisherige Erziehungskonzepte sowie gesellschaftliche Verhältnisse, phantasielose Spielplätze und Funktionalisierung öffentlicher Räume hinterfragten und die „die soziokulturellen Lebensbedingungen in ihrem Wohnbereich verbessern wollten“ (nach Hiltrud von Spiegel). Ziel war eine alternative Kindererziehung, die den Kindern wieder sinnliche Erfahrungen ermöglicht und Kindheit „entkolonisiert“ und „entkommerzialisiert“. Aus dieser Bewegung heraus entstanden Spielmobile, Kinderspielclubs, Spielhäuser und die stadtteilbezogene Arbeit. 1967 entstand der erste Abenteuerspielplatz beim Großsiedlungsbau des Märkischen Viertels in Berlin. Um diese Zeit entwickelte sich aus einer Privatinitiative die erste Jugendfarm in Stuttgart im Elsental, wo 1972 der „Bund der Jugendfarmen und Aktivspielplätze e. V.“ gegründet wurde. Bis 1990 wurden rund 400 Abenteuerspielplätze und Jugendfarmen, insbesondere in Ballungsgebieten gezählt. In Westdeutschland entstand der erste Abenteuerspielplatz 1971 in Dortmund-Lütgendortmund sowie kurz darauf in München der Abenteuerspielplatz Hasenbergl–ABIX. Zu dieser Zeit fand in Nordrhein-Westfalen die Gründung des ABA Fachverbandes Offene Arbeit mit Kindern und Jugendlichen (zunächst unter dem Namen LAG Abenteuer-, Bau- und Aktivspielplätze NRW/LAG ABA) statt. Der BdJA und der ABA Fachverband leisteten Hilfe beim Aufbau und der Verbreitung betreuter Spielplätze in Ostdeutschland und sind gegenwärtig als offensive Interessenvertretungen für Abenteuerspielplätze und Jugendfarmen in Deutschland tätig. Seit 1990 entstanden so Einrichtungen am „Kolle 37“ in Berlin-Prenzlauer Berg, „Pinke Panke“ in Pankow, „Kinderkleeblatt“ in Hellersdorf und „Marzahn-West“. Gleichartige Einrichtungen in Dresden, Erfurt, Hoyerswerda und Leipzig folgten.
Die Abenteuerspielplatz-Bewegung ist konzeptionell und historisch eng mit der Spielmobil-Bewegung verbunden. Oft verstehen sich Spielmobile im ähnlichen pädagogischen Auftrag wie die Abenteuerspielplätze und sehen sich als rollende Abenteuerspielplätze.

## Formen
Unter dem Oberbegriff Abenteuerspielplatz werden auch Einrichtungen mit ähnlicher Intention, aber im Detail abweichenden Methoden oder Themenschwerpunkten zusammengefasst.

### Bauspielplatz

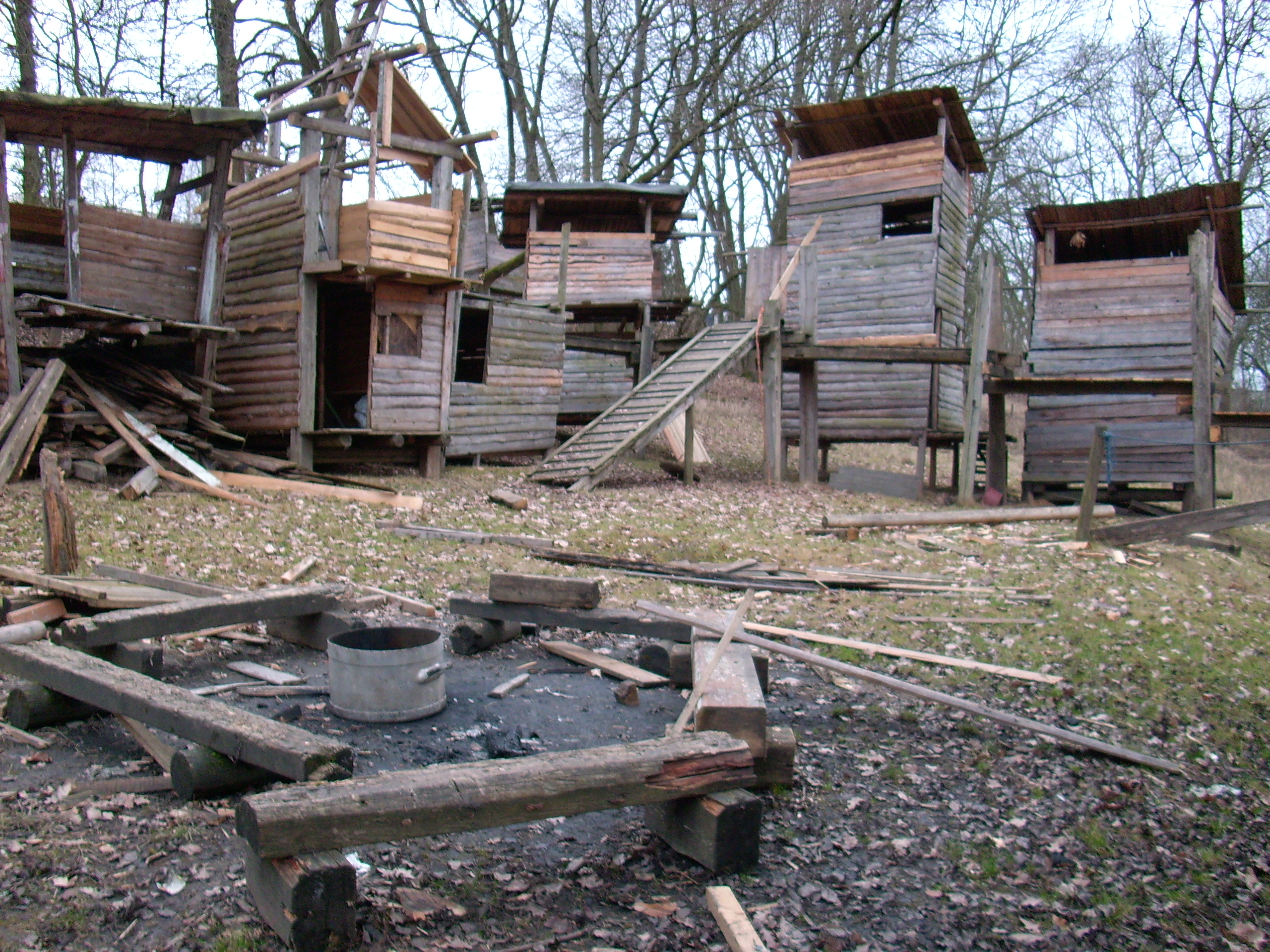
Bauspielplatz auf der Jugendfarm Freiberg/Rot

Bauspielplätze ermöglichen es Kindern, mit Holz und anderen Materialien Hütten oder Spielobjekte selber zusammenzubauen. Oft entstehen dabei ganze Hüttendörfer, die einem ständigen Veränderungsprozess unterworfen sind. Neben den üblichen Gruppenkontakten entsteht manchmal ein eigenes Sozialsystem mit Rollenspielen, Funktionen, Ämtern und politischen Entscheidungen. Es können sich aber auch Banden und Machtkämpfe entwickeln. Sie sind ein hervorragendes Übungsfeld für Sozialverhalten und Konfliktlösungen.
Viele dieser Spielplätze bieten über das reine Bau-Angebot weitere Aktivitäten an, wie das Anlegen eines Lagerfeuers, Kochen im Freien, Backen im Holzofen, Töpfern (Raku-Keramik), Projekte (Flossbau), Freizeiten, Zeltlager etc. Derartige „Spielplätze“ sind somit eher mit Kinder- und Jugendfreizeiteinrichtungen zu vergleichen als mit dem klassischen „möblierten Spielplatz“ auf dem Hof. Ein Beispiel ist der Bauspielplatz Roter Hahn in Lübeck.

### Jugendfarm

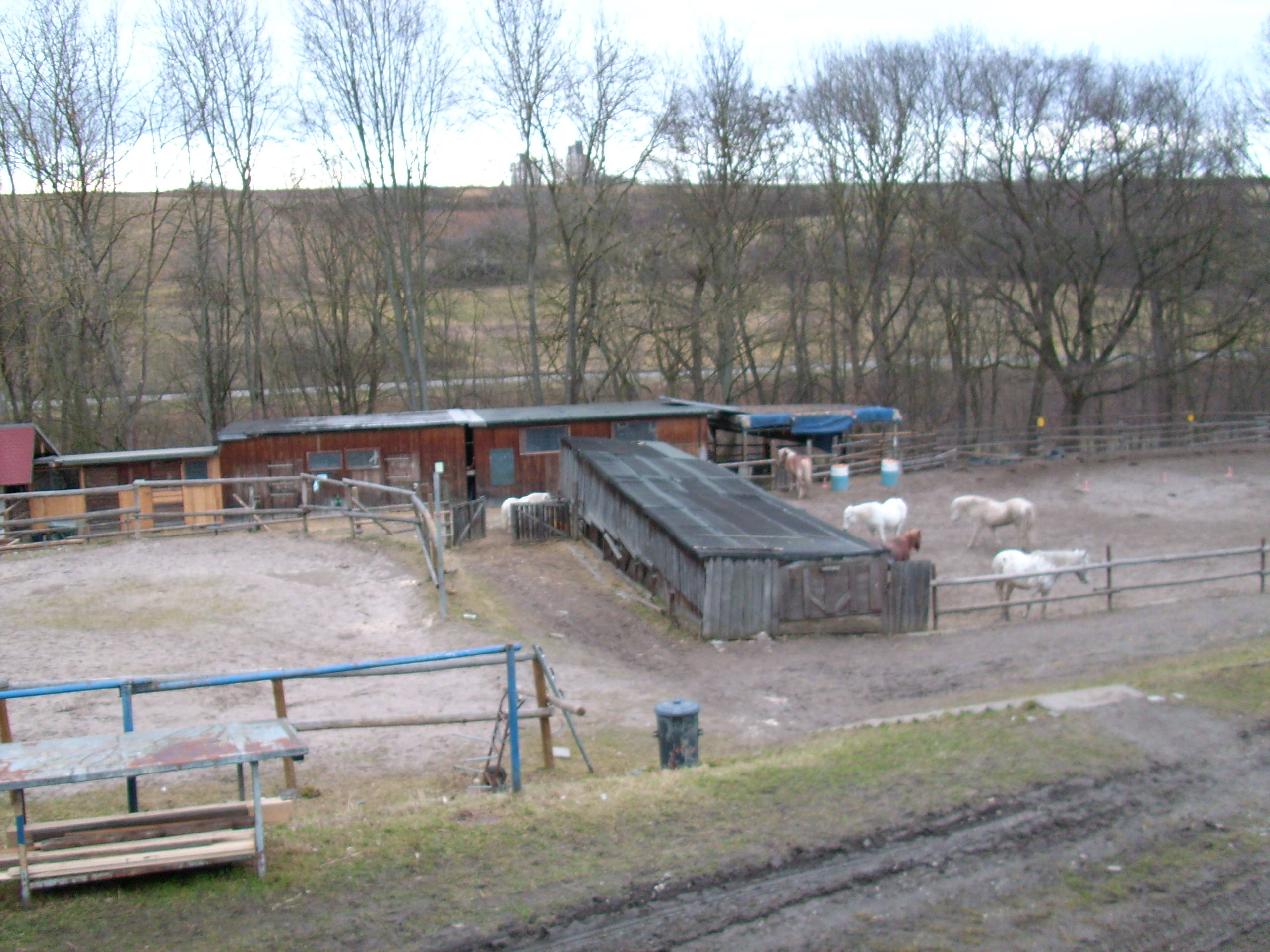
Pferde auf der Jugendfarm Freiberg/Rot

Hier nehmen die Haltung und Pflege von Tieren – insbesondere von Robustpferden und Tieren aus dem landwirtschaftlichen Bereich (Schafe, Ziegen, Kaninchen, Meerschweinchen) – eine besondere Stellung ein. Kinder und Jugendliche kommen mitunter täglich auf die Farmen und kümmern sich um die Tiere. Dabei lernen sie Verantwortung zu übernehmen, und ihr Umweltbewusstsein wird geschult. Über die Beziehung zum Tier erleben sie Nähe und Geborgenheit und lernen Kontakt und Sozialverhalten. Melken und Käseherstellung, Schafe scheren, Spinnen und Weben, Tierpflege und Tiermedizin, Reiten, Voltigieren, Fahren, Wanderreiten, Reiterspiele, Therapeutisches Reiten, Hufbeschlag sind weitere Aktivitäten. Ökologie, Landwirtschaft und Gartenbau sind weitere Bereiche (Naturschutz, Solarenergie, Windkraft, Pflanzenkläranlage, Bioarchitektur, Grasdach, Heu und Stroh, Gemüse und Kräuter etc.).
Jugendfarmen sind vielfach mit einem Bauspielplatz kombiniert und vereinen Tierhaltung mit den Spiel-Elementen Feuer, Erde, Wasser und Luft. Bekannt sind die Jugendfarmen in Stuttgart (Elsental, Freiberg/Rot, Möhringen, Ludwigsburg, Möglingen) oder der Kinderbauernhof an der Adalbertstraße in Berlin-Kreuzberg. Jugendfarmen arbeiten meist nach einem Konzept aus der Abenteuerpädagogik. Die Idee für Kinder- und Jugendfarmen stammt aus Skandinavien, in Deutschland verbreiten sie sich zunehmend seit 1980.

### Kinderbauernhof
Kinderbauernhöfe haben oft einen eher bildenden Charakter. Gruppen und Schulklassen erfahren praktisches Wissen über Landwirtschaft, Viehzucht, Acker-, Gemüse- und Obstbau sowie Waldwirtschaft. In diesem Sinne setzen sie die Schulgärten und diese Bewegung vom Beginn des 20. Jahrhunderts fort. In jüngster Zeit haben sich unter der Bezeichnung „Stadtteilbauernhof“ auch generationsübergreifende Konzepte entwickelt, die vor allem in Großstädten wirksam sind.

### Robinsonspielplatz
Robinsonspielplätze sind das Schweizer Pendant zum Abenteuerspielplatz. Oft sind sie dort mit einer „Freizeitanlage“ verbunden, einem Stadtteilzentrum für Jung und Alt mit Bücherei, Café, Werkstätten, Kultur, Saal, Seniorentreff, Jugendclub etc.

## Umfang
Die Schwerpunkte der Abenteuerspielplatz-Bewegung lagen 1982 in Nordrhein-Westfalen, Baden-Württemberg und Berlin. Hier eine Übersicht der Anzahl der Plätze in den Bundesländern:
| Bundesland          | Anzahl |
| ------------------- | ------ |
| Baden-Württemberg   | 035    |
| Bayern              | 010    |
| Berlin              | 035    |
| Bremen              | 005    |
| Hamburg             | 026    |
| Hessen              | 010    |
| Niedersachsen       | 019    |
| Nordrhein-Westfalen | 064    |
| Rheinland-Pfalz     | 006    |
| Saarland            | 003    |
| Schleswig-Holstein  | 003    |
| Gesamt              | 216    |